# Perkloretylen
Perkloretylen (tetrakloreten), C2Cl4, är en tung (densitet 1,62 g/ml) färglös vätska med skarp och sötaktig lukt. Den är svårlöslig i vatten, men lättlöslig i alkohol och löser med lätthet alla oljor, fettämnen o d.

## Framställning
Perkloretylen upptäcktes första gången av Michael Faraday år 1821 genom termisk sönderdelning av hexakloretan.
Den framställs genom att klorgas får reagera med 1,2-dikloretan i närvaro av katalysator (kaliumklorid och aluminiumklorid) vid temperaturer runt 400 °C, enligt processen
ClCH2CH2Cl + 3 Cl2 → Cl2C=CCl2 + 4 HCl. 
Biprodukt blir trikloretylen, som separeras genom destillation.

## Användning
Perkloretylen kan användas som extraktionsmedel, då det är fråga om lösning av fettämnen vid höga temperaturer.
På grund av att den ej är brandfarlig och dess goda lösningsmedelsegenskaper har den kommit att användas som tvättvätska i kemtvätt. Dessvärre är den cancerframkallande (klass 2A), mutagen, reproduktionsstörande och miljöfarlig.